# Željko Ćorić
Zeljko Ćorić (ur. 24 sierpnia 1988) – bośniacki siatkarz, grający na pozycji rozgrywającego, reprezentant Bośni i Hercegowiny. 

## Sukcesy klubowe
Liga serbska:
- 2009
- 2008

Puchar Bośni i Hercegowiny:
- 2010

Mistrzostwo Bośni i Hercegowiny:
- 2010

Puchar Białorusi:
- 2016

Liga białoruska:
- 2017

Puchar CEV:
- 2022[3]

Liga francuska:
- 2023[4], 2025[5]
- 2022[6]

Puchar Francji:
- 2023[7]

Superpuchar Francji:
- 2023[8]